# 阮輝𠐓
阮輝𠐓（越南语：／；1713年—1789年6月2日），號碩亭（越南语：／），越南後黎朝官員、詩人。

## 生平
阮輝𠐓是乂安處德光府羅山縣萊石社（今屬河靜省干祿縣雙祿社）人，永盛九年（1713年）出生，父親是工部尚書阮輝僦，母親潘氏是景興四年探花潘曔之女。永慶四年（1732年），阮輝𠐓年僅20歲，參加乂安場鄉試，考中第一名。次年（1733年），他參加會試，但沒有考中，後授長慶知府。景興九年（1748年），阮輝𠐓會試中格，庭試考中探花，是為該科第一名庭元。阮輝𠐓初授翰林院待制。景興十年（1749年），出任清華道參謀。次年（1750年），改任乂安道協同，隨范廷重征討阮有求。景興十四年（1753年），他擔任海陽場鄉試提調。景興十七年（1756年），升任山南處參知政事。次年（1757年），升東閣大學士，擔任會試監考官。景興二十年（1759年），任入內侍講，兼國子監司業。
景興二十二年（1761年），後黎朝向清朝報告黎懿宗去世的消息，清朝派官員前來冊封黎顯宗，阮輝𠐓負責接引清使。景興二十六年（1765年），充任如清正使，率團前往北京朝貢。次年（1766年）回國后，改任僉都御史，封碩嶺伯。景興二十九年（1768年），阮輝𠐓升工部右侍郎，同年充任佐理軍務，負責清剿清華、山南和海陽一帶的海盜。景興三十八年（1777年），改吏部右侍郎，負責圍剿宣光、太原、興化和高平一帶的叛匪。完成清剿後，阮輝𠐓升任吏部左侍郎。
景興四十三年（1782年），阮輝𠐓升戶部尚書致事。
西山光中二年五月九日（1789年6月2日），阮輝𠐓去世，壽七十七歲，謚文肅。

## 作品
阮輝𠐓是後黎朝末期的文學名臣，著述有40多部書籍，但大都散佚，目前仍有《北輿輯覽》、《初學指南》、《奉使燕京總歌並日記》、《皇華使程圖》、《國史纂要》、《訓女子歌》、《碩亭遺稿》等存世。其中，《皇華使程圖》一書2018年入選世界記憶名錄。

## 子女
子阮輝似，山西憲察使。